# 青陽県
青陽県（せいよう-けん）は中華人民共和国安徽省池州市に位置する県。

## 行政区画
- 鎮:蓉城鎮、木鎮鎮、廟前鎮、陵陽鎮、新河鎮、丁橋鎮、朱備鎮、楊田鎮、九華鎮、酉華鎮
- 郷:喬木郷、杜村郷、九華郷